# José Luis Chilavert
José Luis Félix Chilavert González (1965. július 27. –) paraguayi labdarúgó, kapus, szabadrúgás-specialista. 1995-ben, 1997-ben és 1998-ban a világ legjobb kapusa. Sokak szerint minden idők egyik legjobb kapusa. Amiért a világ egyik legjobb kapusának tartják, az az, hogy egyrészt szabadrúgás-specialista, valamint 11-eseket is gyakran vállalt el. Ameddig Rogério Ceni 2006-ban meg nem döntötte, ő volt minden idők legeredményesebb kapusa, 62 szerzett góljával. A válogatottban 8 gólt szerzett, ebből 4-et a 2002-es labdarúgó-világbajnokság selejtezőin.

## Sikerei, díjai
Club Guaraní
- Paraguayi bajnok (1)
  - 1984

 Vélez Sarsfield
- Argentin bajnok (4)
  - 1993 (Clausura), 1995 (Apertura), 1996 (Clausura), 1998 (Clausura)
- Libertadores-kupagyőztes (1)
  - 1994
- Interkontinentális kupa-győztes (1)
  - 1994
- Interamericana-kupagyőztes (1)
  - 1994
- Supercopa-győztes (1)
  - 1996
- Recopa-győztes (1)
  - 1997

 RC Strasbourg
- Francia kupagyőztes (1)
  - 2001

 Peñarol
- Uruguayi bajnok (1)
  - 2003

## Fordítás
- Ez a szócikk részben vagy egészben  a   José Luis Chilavert című angol Wikipédia-szócikk fordításán alapul.  Az eredeti cikk szerkesztőit annak laptörténete sorolja fel. Ez a jelzés csupán a megfogalmazás eredetét és a szerzői jogokat jelzi, nem szolgál a cikkben szereplő információk forrásmegjelöléseként.